# New Nintendo 3DS
Pour un article plus général, voir Nintendo 3DS.
Les New Nintendo 3DS et New Nintendo 3DS XL (LL au Japon) sont deux consoles de jeu Nintendo succédant aux Nintendo 3DS et 3DS XL. 

## Description
Durant la présentation d'un Nintendo Direct au Japon le 29 août 2014, Nintendo dévoile deux nouveaux modèles. L'ajout principal est l'inclusion d'un second stick analogique de petite taille sur le côté droit de la console et l'apparition de touches ZL et ZR, qui complètent les boutons L et R sur la tranche supérieure de la console, le tout offrant des fonctionnalités similaires au Circle Pad Pro.
Les autres ajouts comprennent un système de camera tracking pour l'écran supérieur, permettant d'améliorer l'affichage 3D selon l'angle de vision adopté par l'utilisateur, un réglage de la luminosité en fonction de l'éclairage de l'environnement, des écrans légèrement plus grands, des boutons colorés basés sur ceux de la manette de la Super Nintendo, une extension de la mémoire avec la prise en charge de cartes microSD de 128 Mo à 2 Go et de cartes microSDHC de 4 à 32 Go, un emplacement NFC permettant l'utilisation de figurines amiibo (les anciens modèles requièrent un périphérique externe).
Plus légers, les nouveaux modèles contiennent un processeur plus puissant que les anciens modèles, attribuant plus de vitesse à la lecture et au chargement des jeux, ainsi qu'aux téléchargements. La batterie possède une plus grande autonomie, elle propose jusqu'à 6 heures de jeu sur New 3DS, et jusqu'à 7 heures sur le modèle New 3DS XL. La possibilité de transférer des fichiers sans fil sur un PC est également présente. En outre, les coques des modèles New Nintendo 3DS sont personnalisables. Ainsi, un ensemble de 38 coques, dont l'unité est vendue de 1 000 à 3 000 yens (7 à 22 euros), est proposé lors de la mise sur le marché de ces modèles.
Deux jeux spécifiquement conçus pour utiliser le nouveau processeur de ces deux modèles ne sont pas compatibles avec les anciens modèles 3DS, le portage de Xenoblade Chronicles et Fire Emblem Warriors. D'autres jeux indépendants, téléchargeables via le Nintendo eShop, ne fonctionnent également que sur les modèles New 3DS et New 2DS. Parmi les plus connus, on peut citer The Binding of Isaac. Les jeux Super Nintendo, également disponibles à l'achat sur l'eShop, sont également uniquement jouables sur ces consoles. Par ailleurs certains jeux proposent des améliorations si l'on y joue sur les modèles New. Par exemple Yoshi's Woolly World se joue à 30 ou 60 images par seconde selon la console, et Hyrule Warriors ne peut être joué en 3D stéréoscopique que sur les modèles New. Pour finir, les versions New offrent des temps de chargement plus rapides.
Parmi les différences plus anodines, les New 3DS et New 2DS bénéficient d'un nouveau navigateur Internet, cette fois compatibles avec une version basique d'HTML5. Plus important, ce nouveau navigateur filtre les sites pornographiques. Anecdotique, si on tape les six premières notes du thème de Super Mario Bros. avec le stylet sur l'écran tactile, un mini-jeu sous forme de Breakout se lance, utilisant les sites enregistrés dans les favoris pour créer des niveaux. Les deux versions New Nintendo 3DS sont commercialisées le 11 octobre 2014 au Japon, le 21 novembre 2014 en Australie et le 13 février 2015 en Europe. En Amérique du Nord, seule la version XL est commercialisée le 13 février 2015,. Le modèle classique y est finalement proposé le 25 septembre 2015 lors de la sortie d'Animal Crossing: Happy Home Designer.

## New Nintendo 2DS XL
La New Nintendo 2DS XL est une console portable de huitième génération développée par Nintendo. Elle a été annoncée le 28 avril 2017.
Contrairement au modèle Nintendo 2DS qui la précède, la New Nintendo 2DS XL possède un clapet et peut s'ouvrir et se fermer, comme les deux autres machines de la famille New Nintendo 3DS. Elle est dotée comme ces dernières du stick C et des gâchettes ZL et ZR. Elle peut également lire les amiibo. Elle possède un processeur permettant d'exécuter les jeux exclusifs aux New 3DS. Elle possède un design bicolore, lisse avec beaucoup d'arrondis. Elle est disponible en deux coloris : noir/turquoise et blanc/orange.

## Le navigateur web[14]
La New Nintendo 3DS possède un nouveau navigateur web par rapport à la Nintendo 3DS. Il permet notamment de regarder des vidéos sur YouTube et d'autres sites web sous le format .mp4 ainsi qu'avoir le HTML5.
Malheureusement, dû à une incompatibilité avec le certificat SSL du TLS v1.3 arrivé quatre ans après la New Nintendo 3DS, des sites web comme Wikipédia ne peuvent être accessibles.
Le navigateur de la New Nintendo 3DS rivalise bien sur sa compatibilité avec le HTML5 avec le navigateur de la Playstation Vita qui fût sa concurrente directe.
La signature, User Agent , est « Mozilla/5.0 (New Nintendo 3DS like iPhone) AppleWebKit/536.30 (KHTML, like Gecko) »  tandis que la Nintendo 3DS avait comme signature « Mozilla/5.0 (Nintendo 3DS; U; ; en) » et donc pas de WebKit pour soutenir des capacités en HTML5.
Contrairement à la Nintendo 3DS, à la Nintendo Wii et à la Nintendo WiiU, YouTube peut être consulté VIA le navigateur sans devoir passer par une application tiers ou avoir recours à Adobe Flash Player.